# عتامة الزجاج المصنفر

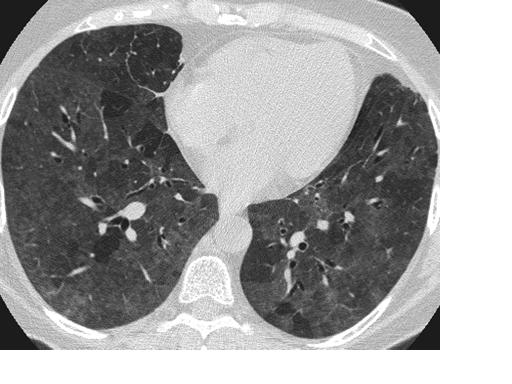
تصوير مقطعي عالي الدقة يظهر فيه زيادة الكثافة في المناطق التي يُشار إليها على أنها "زجاج مصنفر"، والهواء المحبوس في فص الرئة السفلى، مأخوذ لمريض يعاني من التهاب فرط التحسس الرئوي.

يُشير مصطلح عتامة الزجاج المصنفر - في علم الأشعة - إلى مكتشفات غير مخصصة تظهر بالتصوير الشعاعي والتصوير المقطعي المحوسب، وتأخذ هذه العتامة شكل ضبابي وتحجب الرؤية بشكل جزئي عن التراكيب الشُعبية والأوعية الرئوية أسفلها (تماما مثل الزجاج المصنفر الذي يحجب الرؤية بشكل كامل)، وتدل هذه العتامة على الامتلاء الجزئي للفراغات الهوائية (في الرئتين) بالسوائل، وكذلك قد تدل على السماكة الخلالية أو الانهيار الجزئي للحويصلات الهوائية.  :95

## التشخيص التفريقي
يشمل التشخيص التفريقي لعتامة الزجاج المصنفر عدد من الأسباب منها الوذمة الرئوية، العدوى (والتي تتضمن فيروس كورونا المرتبط بالمتلازمة التنفسية الحادة الشديدة النوع 2، الفيروس المضخم للخلايا والالتهاب الرئوي بالمتكيسة الرئوية)، والمرض الرئوي الخلالي غير المعدي (مثل التهاب فرط التحسس الرئوي والالتهاب الرئوي الخلالي الحاد)، النزف الرئوي، التهاب القصيبات المسد لذات الرئة المنظم والرضة الرئوية. 

## علامة الهالة المعكوسة
تتكون علامة الهالة المعكوسة من دائرة يتشكل وسطها من عتامة الزجاج المصنفر ويُحيط بها تكثف رئوي يُشكل أكثر من ثلاثة أرباع الدائرة وسماكته 2 مم على الأقل. وهذه العلامة توحي بوجود التهاب القصيبات المسد لذات الرئة المنظم،  لكنها لا تظهر إلا في حوالي 20٪ من المصابين، كما يُمكن أن تُشير هذه العلامة إلى احتشاء الرئة (حيث تتكون الهالة بسبب النزف)، أو بعض الأمراض المعدية مثل السل، فطار عفني والرشاشيات، وقد تُشير أيضا إلى فرط الورام الحبيبي والغرناوية.  

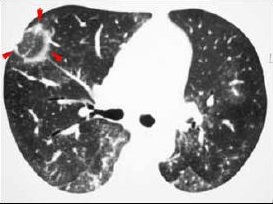
أشعة مقطعية يظهر فيها علامة الهالة المعكوسة بسبب التهاب القصيبات المسد لذات الرئة المنظم.
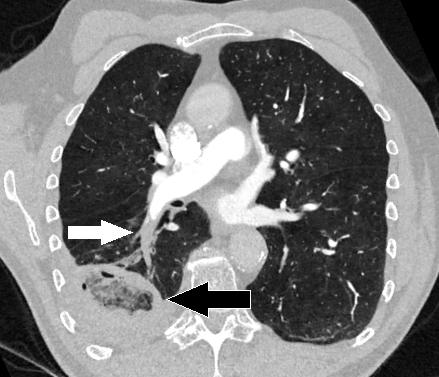
أشعة مقطعية يظهر فيها علامة الهالة المعكوسة بسبب احتشاء الرئة (السهم الأسود) نتيجة وجود انصمام رئوي مزمن (السهم الأبيض).

## روابط خارجية
- عتامة الزجاج الأرضي لحمة الرئة: دليل للتحليل بالأشعة المقطعية عالية الدقة